# Stonewall (Mississippi)
Pour les articles homonymes, voir Stonewall.
La ville de Stonewall est située dans le comté de Clarke, dans l’État du Mississippi, aux États-Unis. Sa population s’élevait à 1 088 habitants lors du recensement de 2010, estimée à 987 habitants en 2018.

## Histoire
La ville a été nommée en hommage au général Thomas Jonathan Jackson.

## Source
- (en) Cet article est partiellement ou en totalité issu de l’article de Wikipédia en anglais intitulé « Stonewall, Mississippi » (voir la liste des auteurs).

1. ↑  (en) « Population and Housing Unit Estimates » (consulté le 15 février 2020)
2. ↑  (en) « Census of Population and Housing », Census.gov (consulté le 4 juin 2015)